# Ƒ
Ƒ ، ƒ یکی از حروف الفبای لاتین است. 
در زبان اوه این حرف نشان‌دهندهٔ آوای [ɸ] است.
ƒ با سبک خوابیده نشان‌دهندهٔ چند یکای پول از جمله گیلدر هلند، آروبا فلورین و گیلدر آنتیل هلند است.